# Національна рада з відновлення України від наслідків війни
Національна рада з відновлення України від наслідків війни — консультативно-дорадчий орган при Президентові України, створений 21 квітня 2022 року з метою подолання наслідків російсько-української війни 2022 року.

## Основні завдання
- розроблення плану заходів з післявоєнного відновлення та розвитку України;
- відновлення і розбудова:
  - транспортної, медичної, соціальної, комунальної, виробничої інфраструктури та житла,
  - інфраструктури енергетики, зв'язку,
  - військова інфраструктура і військово-промисловий комплекс,
- структурна модернізація та перезапуск економіки,
- заходи з подолання безробіття, підтримки сімей з дітьми, вразливих верств населення, осіб, які опинилися у складних життєвих обставинах внаслідок війни,
- відновлення та збереження об'єктів культурної спадщини;
- визначення та напрацювання пропозицій щодо пріоритетних реформ, прийняття та реалізація яких є необхідними у воєнний і післявоєнний періоди;
- підготовка стратегічних ініціатив, проектів нормативно-правових актів, прийняття і реалізація яких є необхідними для ефективної роботи та відновлення України у воєнний і післявоєнний періоди.

## Основні функції
- забезпечення розроблення та внесення Президентові України узгоджених пропозицій з питань відновлення України в післявоєнний період у ключових сферах;
- здійснення напрацювання пропозицій щодо плану заходів з післявоєнного відновлення та розвитку України;
- розгляд пропозицій державних органів, органів місцевого самоврядування, представників інститутів громадянського суспільства, а також міжнародних організацій щодо відновлення України від наслідків війни;
- участь у розробленні проєктів нормативно-правових актів щодо відновлення України від наслідків війни;
- подання Президентові України розроблених за результатами своєї роботи відповідних рекомендацій та пропозицій.

## Діяльність
Засідання Ради проводяться не рідше двох разів на місяць. Співголова Ради за власною ініціативою або за пропозицією не менш як половини членів Ради може призначити позачергове засідання Ради.

### Керівництво та склад
- Співголови Ради:
  - Прем'єр-міністр України Денис Шмигаль;
  - Керівник Офісу Президента України Андрій Єрмак;
- Секретар Ради: голова Комітету Верховної Ради України з питань фінансів, податкової та митної політики, секретар Ради Данило Гетманцев (за згодою)
- Члени Ради:
  - Заступники Керівника Офісу Президента України
  - Перший віце-прем'єр-міністр України — Міністр економіки України
  - Віце-прем'єр-міністр України — Міністр з питань реінтеграції тимчасово окупованих територій України
  - Віце-прем'єр-міністр з питань європейської та євроатлантичної інтеграції України
  - Віце-прем'єр-міністр України — Міністр цифрової трансформації України
  - Міністр внутрішніх справ України
  - Міністр оборони України
  - Міністр закордонних справ України
  - Міністр розвитку громад та територій України
  - Міністр фінансів України
  - Міністр інфраструктури України
  - Міністр соціальної політики України
  - Міністр енергетики України
  - Міністр юстиції України
  - Міністр освіти і науки України
  - Міністр у справах ветеранів України
  - Міністр захисту довкілля та природних ресурсів України
  - Міністр охорони здоров'я України
  - Міністр аграрної політики та продовольства України
  - Міністр з питань стратегічних галузей промисловості України
  - Міністр молоді та спорту України
  - Міністр Кабінету Міністрів України
  - Міністр культури та інформаційної політики України
  - Секретар Ради національної безпеки і оборони України
  - Голова Національного банку України (за згодою)
  - Голова Комітету Верховної Ради України з питань економічного розвитку (за згодою)
  - Голова Комітету Верховної Ради України з питань бюджету (за згодою)
  - Голова Комітету Верховної Ради України з питань соціальної політики та захисту прав ветеранів (за згодою)
  - Голова Комітету Верховної Ради України з питань аграрної та земельної політики (за згодою)
  - Голова Комітету Верховної Ради України з питань гуманітарної та інформаційної політики (за згодою)
  - Голова Комітету Верховної Ради України з питань екологічної політики та природокористування (за згодою)
  - Голова Комітету Верховної Ради України з питань енергетики та житлово-комунальних послуг (за згодою)
  - Голова Комітету Верховної Ради України з питань здоров'я нації, медичної допомоги та медичного страхування (за згодою)
  - Голова Комітету Верховної Ради України з питань національної безпеки, оборони та розвідки (за згодою)
  - Голова Комітету Верховної Ради України з питань організації державної влади, місцевого самоврядування, регіонального розвитку та містобудування (за згодою)
  - Голова Комітету Верховної Ради України з питань освіти, науки та інновацій (за згодою)
  - Голова Комітету Верховної Ради України з питань правової політики (за згодою)
  - Голова Комітету Верховної Ради України з питань правоохоронної діяльності (за згодою)
  - Голова Комітету Верховної Ради України з питань транспорту та інфраструктури (за згодою)
  - Голова Комітету Верховної Ради України з питань цифрової трансформації (за згодою).

Посадовий склад Ради затверджує Президент України. Співголови, секретар Ради та інші члени Ради беруть участь у її роботі на громадських засадах.

### Структура
Робочі групи з питань
1. європейської інтеграції;
2. аудиту збитків, понесених внаслідок війни;
3. відновлення та розбудови інфраструктури;
4. відновлення та розвитку економіки;
5. повернення громадян, які тимчасово переміщені, зокрема за кордон та їх інтеграції в суспільно-економічне життя держави;
6. функціонування фінансової системи, її реформування та розвитку;
7. розвитку військово-промислового комплексу;
8. модернізації та розвитку сфери безпеки і оборони;
9. енергетичної безпеки;
10. державного управління;
11. будівництва, містобудування, модернізації міст та регіонів;
12. нової аграрної політики;
13. діджиталізації;
14. захисту прав ветеранів війни;
15. освіти і науки;
16. молоді та спорту;
17. культури та інформаційної політики;
18. юстиції;
19. антикорупційної політики;
20. охорони здоров'я;
21. екологічної безпеки;
22. соціального захисту;
23. захисту прав дітей та повернення дітей, які тимчасово переміщені за кордон.

До складу робочої групи можуть входити як члени Ради, так і інші представники, зокрема представники центральних та місцевих органів виконавчої влади, органів місцевого самоврядування, підприємств, установ і організацій, провідних вітчизняних та іноземних фахівців, експертів у відповідних сферах.

## Історія
Прем'єр-міністр України Денис Шмигаль на засіданні уряду 8 квітня 2022 року повідомив, що Кабінет Міністрів подав на розгляд Президента України указ про створення Фонду відновлення України, який працюватиме як консультаційний орган при президентові і складатиметься з п'яти робочих груп. Він має забезпечувати координацію накопичення фінансових ресурсів для післявоєнного відновлення України.
Національна рада з відновлення України від наслідків війни утворена Президентом України Володимиром Зеленським 21 квітня 2022 року.